# Верхньосілезький вугільний басейн
Верхньосілезький вугільний басейн (пол. Górnośląskie Zagłębie Węglowe) — вугільний басейн у Сілезії, головно в Польщі, але частково в Чехії (Остраво-Карвинський вугільний басейн). Має й інші корисні копалини (метан, цинк, свинець, кадмій).

## Розташування і населення
Верхньосілезький вугільний басейн розташований в історичному регіоні Верхня Сілезія та Заглеб'є Домбровське на півдні Польщі, у верхів'ях Вісли і Одеру, а також частково в Мораво-Сілезькому краю в Чехії на Верхньосілезькій низовині, обрамлений Судетськими та Свентокшиськими горами на площі близько 6500 км², з яких бл. 1000 км² припадає на його південну частину в Чехії, що має назву Остравсько-Карвінський басейн. Загальні запаси вугілля в басейні до глибини 1000 м — 100 млрд т. Вугленосні відклади нижнього і середнього карбону виповнюють велику мульду. У вугленосній товщі є понад 450 вугільних пластів та прошарків, з них до 200 завтовшки понад 0,5 м. Вугілля гумусове, однорідного петрографічного складу. Теплота згоряння 26-30 МДж/кг. Річний видобуток підземним способом близько 175 млн т, у тому числі 150 млн т у Польщі.

## Технологія розробки
Видобуток ведеться підземним способом.
Розробку вугілля ведуть в основному в Рибницько-Гливицькому та Центральному промислових районах, де вугілля високоякісних марок ГЖ, Ж і К. У Краківському районі — вугілля марок Д та Г. Вугілля переважно малозольне — 3-8 %. Газовміст малий. На Верхньосілезький вугільний басейн припадає 98 % загального видобутку вугілля в Польщі.